# ジュゼッペ・トマージ・ディ・ランペドゥーサ

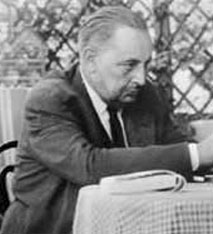
ランペドゥーサ

ジュゼッペ・トマージ・ディ・ランペドゥーサ（Giuseppe Tomasi di Lampedusa、1896年12月23日 - 1957年7月23日）はイタリアの貴族（公爵）・著述家である。
イタリア統一戦争を背景に、自身の先祖であるジューリオ・ファブリーツィオ・トマージ・ディ・ランペドゥーサ公爵をモデルにした歴史小説『山猫』で知られる。1963年に、ルキノ・ヴィスコンティ監督により映画化（⇒「山猫 (映画)」参照）。他に3作の短編と、いくつかの文芸評論を遺している（いずれも没後公刊された）。

## 経歴

### 少年期
両シチリア王国で代々宰相を務めた家柄で、パルマの公爵、ランペドゥーサの王子、モンテキアーロの男爵、トッレッタの男爵、ブルボン朝スペインのグランデ（父の死後に継承）であるジュゼッペ・トマージ・ディ・ランペドゥーサは、シチリア島パレルモで、ジュリオ・マリア・トマージ（1868-1934）とベアトリーチェ・マストロジョヴァンニ・タスカ（Beatrice Mastrogiovanni Tasca、1870 - 1946)の間に生まれた。翌年、姉のステファニアがジフテリアで亡くなったために一人っ子として育ち、強い個性を持った母親と深く結びついたことにより、作家としても大きな影響を受けたが、父親の影響はさほどは受けなかった。パレルモの邸宅の中で彼は、母親からはフランス語を教えられ、祖母からはエミリオ・サルガーリの小説を読み聞かせられた。休暇にはサンタ・マルゲリータ・ベーリチェの広大な別荘で過ごし、その中の小劇場で旅芸人の一座によって初めてハムレットの演劇を見ることになった。

### 第一次世界大戦従軍
1911年からローマ、その後はパレルモの高等学校に通う。1915年からはローマで法律学を学び始める。しかしこの年に第一次世界大戦のために軍に召集され、カポレットの戦いにおいてオーストリア軍の捕虜となって収容される。ハンガリーの捕虜収容所を脱走してイタリアに戻り、中尉として再び軍務に就いた後、シチリア島に帰って、母親と旅行したり、外国文学の研究をしていた。1925年にいとこのルーチョ・ピッコロとともにジェノヴァで文学雑誌Le opere e i giorniで6か月働く。

### 結婚と壮年時代
1932年、ラトビアのリガで、ドイツ系貴族で精神分析研究者のAlexandra Wolff Stomersee、愛称Licyと正教会で結婚する。2人はパレルモでランペドゥーサの母と一緒に住むが、母との不和によりLicyはラトビアに帰る。1934年に父が死去し、その地位を受け継ぐ。1940年に再度軍の召集を受けるが、相続していた農地の経営のために帰還された。彼と母親はカーポ・ドルランドに疎開し、そこでLicyにも連絡して復縁する。
1946年に母が死去し、妻とともにパレルモに戻って暮らす。1953年から若者達に英仏文学の講義をし、その中にはFrancesco OrlandoやGioacchino Lanza Tomasiなどがいて、非常に良好な関係を築いた。

### 「山猫」の出版
彼は詩人となったルーチョ・ピッコロをしばしば訪ね、1954年にはピッコロが招待された文学会議を補佐するためにサン・ペッレグリーノ・テルメを訪れた。そこでエウジェーニオ・モンターレとMaria Bellonciを知る。この帰り道で「山猫」を書き始めていると語り、2年後の1956年に完成した。だが当初この作品出版は、出版社から拒絶された。
1957年に肺癌と診断され、同年、「山猫」の主人公である彼の祖先のローマの家で死去。ローマの教会で葬儀を挙げ、パレルモのカプチン・フランシスコ修道会墓地に葬られた。「山猫」はエレナ・クローチェがジョルジオ・バッサーニに送り、バッサーニがフェルトリネリ出版社に持ち込み、エイナウディ出版社の代表だったエリオ・ヴィットリーニは、これをイタリア文学の最高傑作と述べたのを受け、1958年に出版された。この作品は熱狂的な支持を受け、1959年にストレーガ賞を受賞。数年で各国語に訳され、世界的なベストセラーとなった。
1980年代に書評紙Tuttolibriで、この100年で出版された最も好きな小説のアンケートを行った時、「山猫」が1位となった。小惑星14846 Lampedusaはランペドゥーサにちなんで命名されている。彼の人生の最後の期間については、Roberto Andòの映画「Il manoscritto del Principe」(2000年)の中でも言及されている。

## 作品
- Il Gattopardo, 1958 -『山猫』
  - 佐藤朔訳、河出書房新社、初刊1961年／河出文庫、新装版2004年。ISBN 978-4309462493
  - 小林惺訳、岩波文庫、2008年。ISBN 978-4003271612
- Racconti, 1961
- Lezioni su Stendhal, Palermo, 1977
- Invito alle Lettere francesi del Cinquecento, 1979
- Il mito, la gloria, 1989
- Letteratura inglese, 2 voll., 1990 - 1991
- Viaggio in Europa. Epistolario 1925-1930, 2006
- 『ランペドゥーザ全小説：附・スタンダール論』 脇功・武谷なおみ訳、作品社、2014年。ISBN 978-4861824876
『山猫』「幼年時代の想い出」「喜びと掟」「セイレーン」「盲目の子猫たち」「スタンダール論」を収録。
- 「リゲーア」竹山博英訳（国書刊行会、世界幻想文学大系41『現代イタリア幻想短篇集』に収載）
- 「鮫女」-『南欧怪談三題』西本晃二編訳（未來社「転換期を読む」、2011年 に収載）

## 注・出典
1. ↑  ヘレナ・アトレー『柑橘類と文明 マフィアを生んだシチリアレモンから、ノーベル賞をとった壊血病薬まで』築地書館、2015年、83頁。ISBN 978-4-8067-1493-4。